# Letteratura gallese

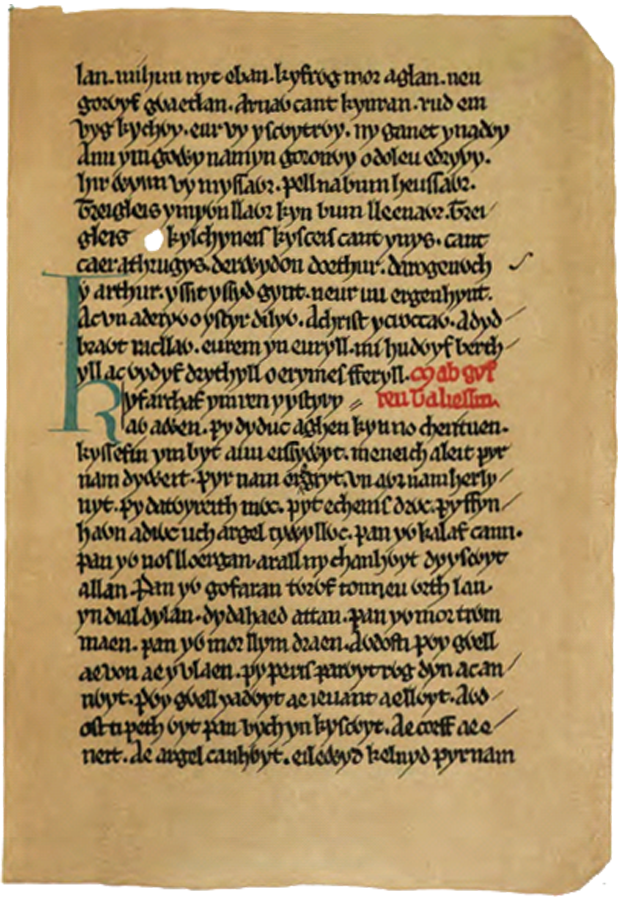
Facsimile (1868) di pagina del Libro di Taliesin (folio 13).

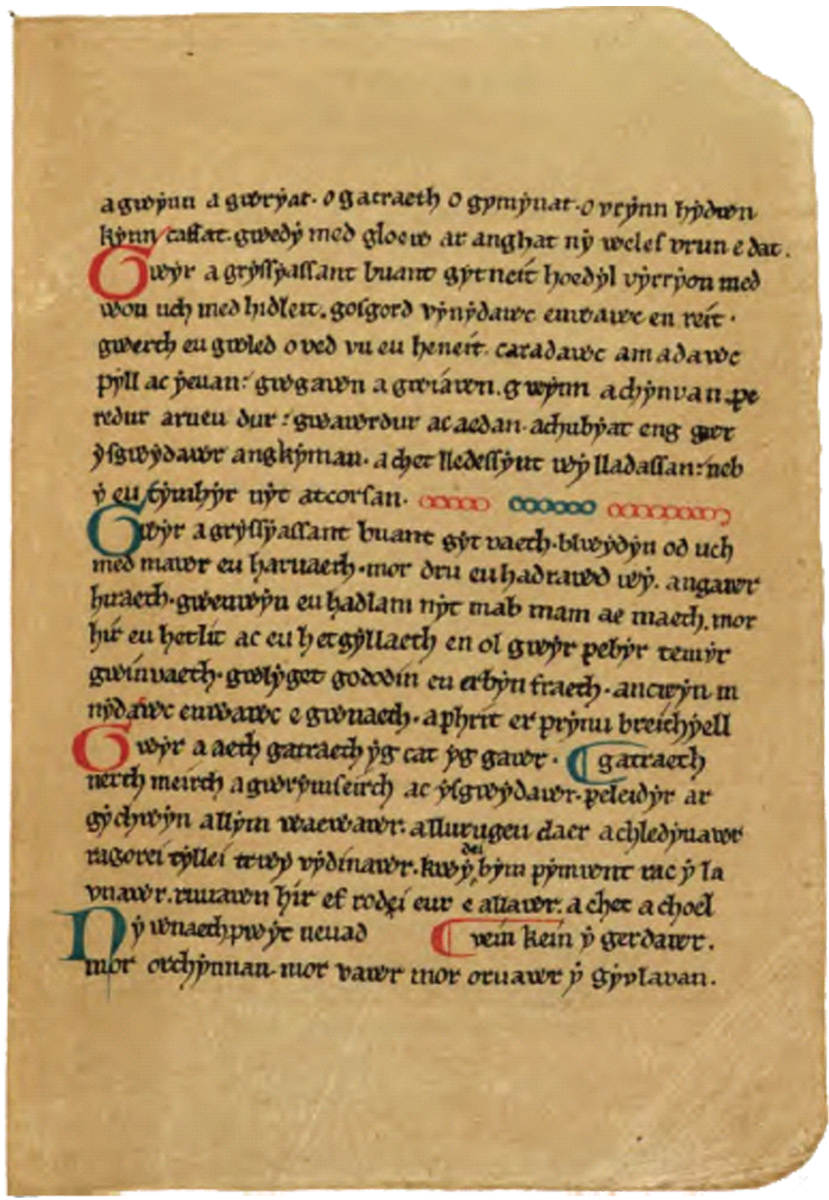
Facsimile (1868) di pagina del Libro di Aneirin.

La definizione di Letteratura gallese può essere riferita a tre letterature ben distinte almeno nella lingua impiegata:
- Una è la letteratura latina medievale e rinascimentale[1] scritta nel Galles. Essa è di notevole importanza, basti citare gli Annales Cambriae; la Historia Brittonum di Nennio; le opere di Giraldus Cambrensis; le opere di Johannes Galensis; le opere di Goffredo di Monmouth tra cui la Historia Regum Britanniae, le Prophetiae Merlini e la Vita Merlini; il Libro di Llandaff; e alcuni manoscritti miniati quali il Libro delle Ore di Llanbeblig e il Libro di Lichfield.
- Un'altra è la letteratura in lingua inglese scritta nel Galles, un nome fra i tanti quello di Dylan Thomas.
- Infine abbiamo la letteratura in lingua gallese. Secondo lo scrivente questa merita l'appellativo di "letteratura gallese" in senso stretto. Per le altre due egli preferisce adoperare le espressioni "letteratura latina del Galles", e "letteratura anglo-gallese" o "letteratura inglese del Galles".

## Storia
Questa letteratura vanta una continuità secolare da quando la lingua gallese si è differenziata dal britannico comune circa nel V secolo d.C. La prima letteratura in gallese era in poesia, con una metrica estremamente intricata fin dai primi esempi conosciuti, la cui tradizione continua fino ai nostri giorni. La poesia venne seguita nell'XI secolo dalla prima letteratura in prosa della Gran Bretagna, ad es. i Mabinogion. La letteratura in gallese ha sempre costituito un importante elemento per l'identità del Galles e del suo popolo. Continua tuttora ad avere un grande prestigio, come dimostra la massiccia affluenza all'"Eisteddfod Genedlaethol Cymru" (Festival nazionale del Galles), 
il più grande festival artistico d'Europa, che premia i vincitori delle competizioni letterarie e musicali con solenni cerimonie.

### Il Medioevo
Il periodo medievale può essere diviso in tre fasi:

1. I "Primi poeti" (Y Cynfeirdd) o "L'antica poesia" (Yr Hengerdd) (550-1100)

Essi scrissero poesie di lode per i condottieri e i signori delle dinastie gallesi dallo Strathclyde alla Cornovaglia. Nell'XI secolo si fecero sentire l'influenza e la minaccia dei Normanni per la cultura gallese, e la lingua si evolse nel medio gallese.

2. I "Poeti dei principi" (Beirdd y Tywysogion, detto anche Y Gogynfeirdd) (1100-1282)

Questo periodo ebbe luogo quando i governanti gallesi combattevano tra di loro e contro gli inglesi in instabili alleanze. La prima prosa gallese cominciò nell'XI secolo. 

3. I "Poeti della nobiltà" (Beirdd yr Uchelwyr) (1282-1500)

Il periodo intercorso tra l'annessione dei principati gallesi all'Inghilterra, nel quale gli scrittori passarono dal patronaggio dei principi a quello della nobiltà rurale, e la fine del feudalesimo e quindi anche dell'autonomia della nobiltà rurale.

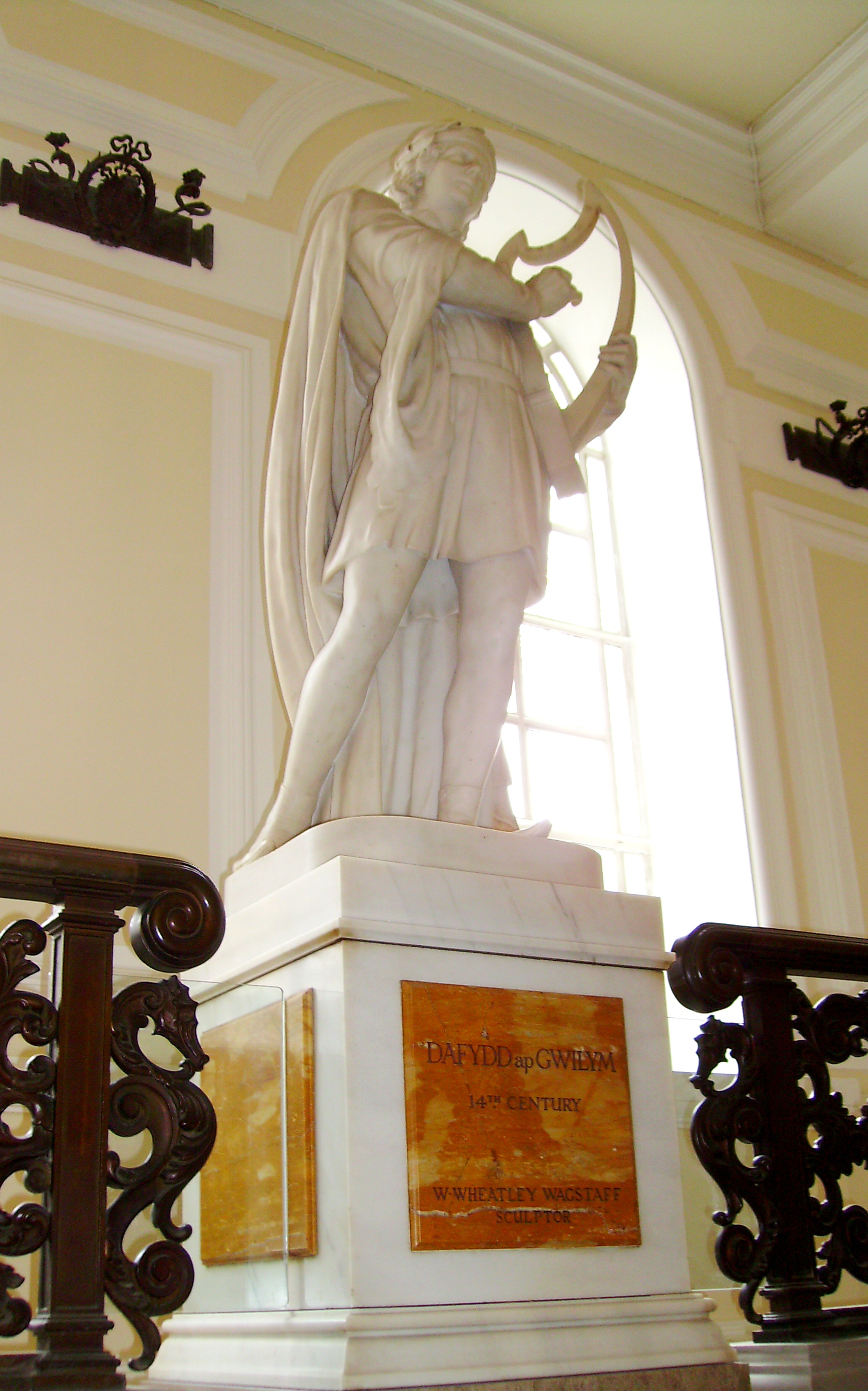
Statua di Dafydd ap Gwilym, eseguita da W. Wheatley Wagstaff (Municipio di Cardiff).

La prima prosa di lode sopravvissuta è quella dei poeti Taliesin e Aneirin. I loro libri (Libro di Taliesin e Libro di Aneirin), insieme al Libro nero di Carmarthen e al Libro rosso di Hergest, costituiscono i cosiddetti "Quattro libri antichi del Galles", ovvero i più antichi testi letterari che ci sono rimasti. A questi vanno senz'altro aggiunti il Libro bianco di Rhydderch; il Libro nero di Chirk; e quanto ci è rimasto, attraverso alcune copie parziali, del Libro bianco di Hergest, compilato dal poeta Lewys Glyn Cothi intorno al 1450, ma purtroppo perduto in un incendio. Questi libri ci forniscono anche abbondanti informazioni sulla mitologia gallese.
Il Galles ha una delle sue prime tradizioni letterarie nell'Europa del nord che va indietro ai giorni di Aneirin (attorno al 550) e Taliesin (seconda metà del VI secolo), e al Neuadd Cynddylan, che è la più antica opera letteraria ricordata, che fu scritta da una donna nell'Europa settentrionale.
La poesia di lode costituì una potente propaganda, che ispirava lealtà e coraggio dalla "Teulu" (famiglia), la banda o tenuta di un re, un principe o un Signore. Ne diffondeva la fama, e quella dei guerrieri famosi, nel modo più ampio possibile, creando una specie d'immortalità e di gloria. L'arte era tanto valutata che i "Beirdd" (bardi) facevano fissare i loro diritti liberali nella legge gallese nativa. I più alti livelli dell'arte poetica nel Galles sono intensamente intricati. I bardi erano intensamente organizzati e professionali, con un tirocinio strutturato che durava molti anni. 
Questi bardi si dimostrarono molto adattabili, perché quando le dinastie principesche terminarono nel 1282, e i principati gallesi vennero annessi all'Inghilterra, i bardi trovarono il necessario patronaggio da parte del successivo livello sociale, gli "Uchelwyr", la nobiltà minore rurale. Questo passaggio portò all'innovazione creativa, con lo sviluppo della metrica "Cywydd", dotata di strutture meno rigide. Il più importante poeta di questa nuova tendenza fu Dafydd ap Gwilym; ma vanno ricordati anche Iolo Goch, Guto'r Glyn, Dafydd Nanmor e il già citato Lewys Glyn Cothi.
Il professionismo della tradizione poetica era sostenuto da una gilda di poeti, o "Ordine dei bardi", con un proprio "Libro delle regole". Questo "libro delle regole" enfatizzava il loro status professionale, e la creazione della poesia come mestiere. Veniva richiesto un apprendistato di nove anni perché un poeta fosse pienamente qualificato. Le regole stabilivano anche il pagamento che il poeta poteva ottenere dal suo lavoro. Questi pagamenti variavano secondo quanto tempo un poeta fosse in attività e quanta richiesta di poesia ci fosse in particolari momenti dell'anno.
Operavano anche prosatori, detti "Cyfarwyddiaid" (sing. "Cyfarwydd"), "Narratori di storie". Anch'essi erano artisti professionisti pagati, ma a differenza dei poeti sembra siano rimasti anonimi. Non è chiaro se questi "Narratori" fossero una classe separata di livello popolare, o se alcuni poeti praticassero anche il racconto delle storie come parte del loro repertorio. Nonostante sia sopravvissuto poco di queste opere in prosa, quanto ci è rimasto costituisce la prima letteratura in prosa della Gran Bretagna. Questi nativi racconti gallesi e alcuni ibridi con influenza franco-normanna formano la raccolta conosciuta nei tempi moderni come i Mabinogion. Il nome fu stabilito nel XIX secolo dalla prima traduttrice in inglese, Lady Charlotte Guest, ma si basa su un malinteso linguistico; un nome più corretto sarebbe "Mabinogi".
La letteratura gallese medievale includeva anche un sostanziale corpo di leggi, genealogie, testi religiosi e mitici, storie, conoscenze mediche e gnomiche, e opere pratiche, oltre alla letteratura tradotta da altre lingue come latino, bretone o francese. Il Brut y Tywysogion (Cronaca dei principi), traduzione di un originale latino perduto (Cronica Principium Wallie) costituisce una fonte d'informazione essenziale per la storia del Galles dal 682 al 1332. Accanto alla prosa e alla poesia più estesa, questa letteratura includeva le caratteristiche "Trioedd" (Triadi gallesi), corte liste generalmente di tre voci, evidentemente usate come aiuti alla memoria.
Il più antico poema inglese derivato da un poeta gallese risale al 1470 circa. Spesso i poeti gallesi si nascondevano sotto nomi bardici per nascondere la propria identità nelle competizioni di Eisteddfod.
Fino al tardo Medioevo, i metri tradizionali della poesia gallese consistevano di 24 diverse forme metriche scritte in cynghanedd. Un awdl era una forma di poema lungo simile all'ode. La forma metrica più popolare era il Cywydd, nato nel XIV secolo, e diverse versioni dell'Englyn, un verso conciso e allusivo simile all'epigramma greco e all'haiku giapponese.

### XVI e XVII secolo
il XVI e XVII secolo nel Galles, come nel resto dell'Europa, furono periodi di grande cambiamento. Politicamente, socialmente ed economicamente le basi del Galles moderno vennero gettate in quest'epoca. Negli Atti delle Leggi del Galles (1535 e 1542) il Galles fu annesso e integrato pienamente nel regno d'Inghilterra, perdendo ogni vestigia d'indipendenza politica o legale. Le decisioni politico-religiose di Elisabetta I attraverso l'Atto di Uniformità del 1559 rese nominalmente il Galles un Paese protestante. Tutto ciò fu rafforzato dagli avvenimenti durante e dopo la guerra civile inglese. Questo periodo vide anche l'inizio di attività industriali come l'estrazione del carbone, l'estrazione dei metalli per ricavare piombo e ferro, che portò alla massiccia industrializzazione dei secoli seguenti.

#### La fine delle Gilde dei poeti
Dalla metà del XVI secolo in poi si nota un declino della tradizione di lode dei poeti della nobiltà, il cywyddwyr. Diventò sempre più difficile guadagnare da vivere per i poeti, soprattutto per ragioni sociali fuori dal loro controllo. La dissoluzione dei monasteri, che erano diventati un'importante fonte di patronaggio per i poeti, e l'anglicizzazione della nobiltà durante il periodo della dinastia, per ironia della sorte di origine gallese, dei Tudor, esemplificato Atti delle leggi del Galles, portarono a una continua diminuzione dei patroni che volevano o potevano sostenere i poeti. Ma il declino ebbe anche ragioni interne: il conservativismo della "Gilda dei poeti" o "Ordine dei bardi" non permise a sé stesso di adattarsi al nuovo mondo degli studi rinascimentali e della diffusione della stampa.
Però la tradizione poetica gallese, con i suoi schemi metrici tradizionali e le sue Cynghanedd (modelli di allitterazione) non scomparve del tutto, sebbene avesse perso professionismo e fosse finita nelle mani di poeti "ordinari" che la mantennero viva nei secoli. Queste metriche e allitterazioni sono usate ai nostri giorni da molti poeti di lingua gallese.

#### Gli studi rinascimentali

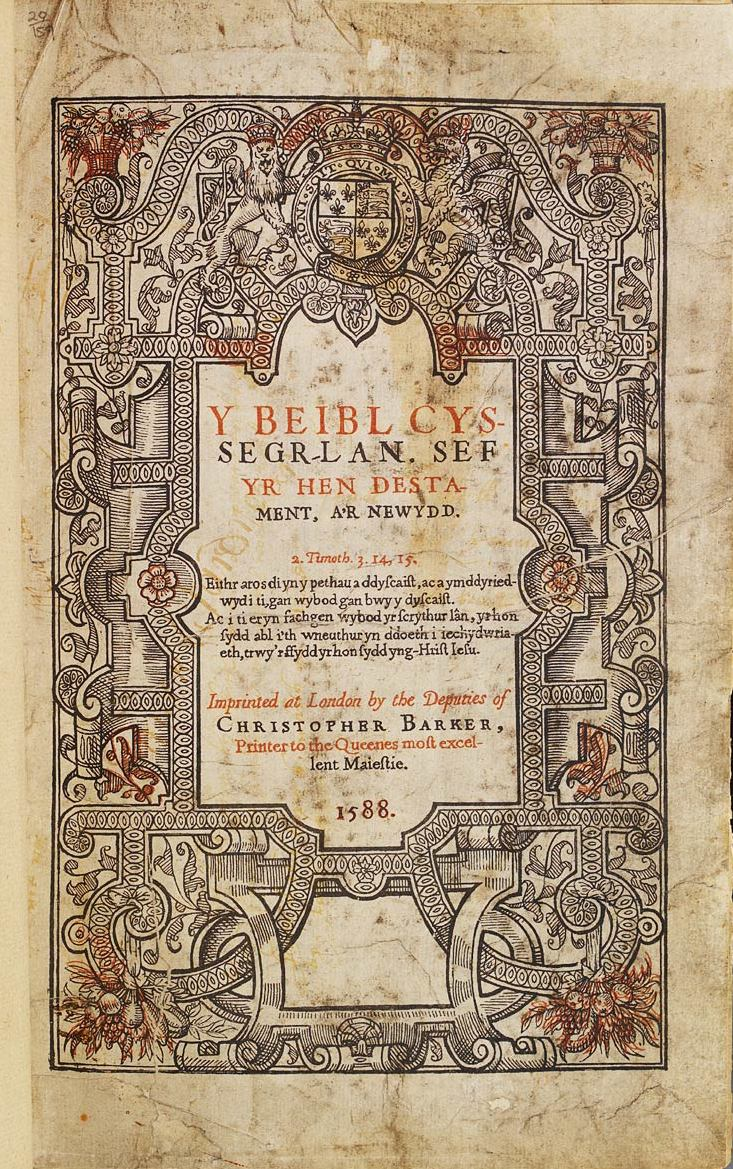
Frontespizio della prima Bibbia in gallese, tradotta da William Morgan

Senza una propria università, senza altri istituti per l'apprendimento, senza nemmeno una propria corte e propri cortigiani, il Galles non si trovava in un'ottima posizione per partecipare a pieno titolo nella rivoluzione delle idee e degli studi solitamente chiamata "Rinascimento". Il Galles non aveva grandi città che avrebbero potuto fungere da centri per il tipo di società in cui fiorirono queste idee e movimenti. Ma l'impegno individuale di alcuni, sia protestanti sia cattolici, assicurò che anche la lingua gallese facesse parte del nuovo movimento.

#### I primi libri stampati in gallese
Nel 1546 fu pubblicato il primo libro stampato in gallese, Yn y llyvyr hwnn (In questo libro) di Sir John Price di Brecon (circa 1502-1555). Egli fu un aristocratico e un importante pubblico funzionario. Lavorò come segretario del Consiglio del Galles e dei Confini e fu anche uno dei pubblici ufficiali responsabili dell'amministrazione della dissoluzione dei monasteri della zona. Fu anche un erudito che approvava le allora nuovissime idee riguardo alla religione e agli studi: la riforma e l'umanesimo. È anche noto per essere stato un collezionista di manoscritti su vari argomenti, tra i quali la storia e la letteratura del Galles.

#### Altri umanisti ed eruditi
Poco dopo arrivarono le opere di William Salesbury. Egli fu un ardente protestante e unì la propria istruzione alle nuove idee religiose arrivate dal continente; tra i suoi vari lavori tradusse il Nuovo Testamento in gallese (1567) e compilò un dizionario Inglese-Gallese. Dall'altra sponda Gruffudd Robert fu un ardente cattolico, ma con lo stesso spirito di erudizione pubblicò un'importante grammatica gallese durante il suo esilio forzato a Milano nel 1567. Un grande passo avanti sia per la lingua sia per la letteratura gallese fu la pubblicazione, nel 1588, della traduzione completa della Bibbia da parte del vescovo William Morgan.

#### L'inizio della letteratura del Galles in inglese
In questo periodo vennero gettati i semi della letteratura anglo-gallese, soprattutto con le opere di Henry Vaughan e del suo contemporaneo George Herbert, entrambi monarchici.

### Il XVIII secolo
Questo nuovo secolo si aprì in bellezza con la pubblicazione, nel 1703, del capolavoro di Ellis Wynne Gweledigaethau y Bardd Cwsc (Visioni del bardo addormentato); e in seguito con la poesia di Goronwy Owen. La tendenza verso la letteratura religiosa continuò e diventò ancora più forte quando il Nonconformismo cominciò a prendere piede nel Galles. Il revival metodista gallese, guidato all'inizio da Howell Harries e Daniel Rowland, produsse non solo sermoni e trattati religiosi, anche inni e poesie per opera di William Williams Pantycelyn, Ann Griffiths e altri. I fratelli Morris di Anglesey, e la loro corrispondenza costituisce un'importante documentazione del periodo. L'attività dei gallesi di Londra contribuì ad assicurare al Galles il mantenimento di una sua fisionomia nell'insieme della Gran Bretagna.
L'attività di alcuni scrittori, tra cui Thomas Jones di Corwen, e il massone e letterato del Glamorgan, Iolo Morganwg, portarono all'istituzione del "National Eisteddfod of Wales" (Festival nazionale del Galles) e la creazione di molte tradizioni che ancora oggi lo accompagnano. Nonostante Iolo Morganwg fosse a volte qualificato come "ciarlatano" perché molte sue "scoperte" erano basate su puri e semplici "miti", egli fu anche un accanito collezionista di antichi manoscritti, svolgendo un servizio senza il quale la nostra conoscenza della letteratura gallese sarebbe inferiore. Una parte della nobiltà minore gallese continuò a fare da patrono ai bardi, ma questa pratica gradualmente si estinse.

### Il XIX secolo

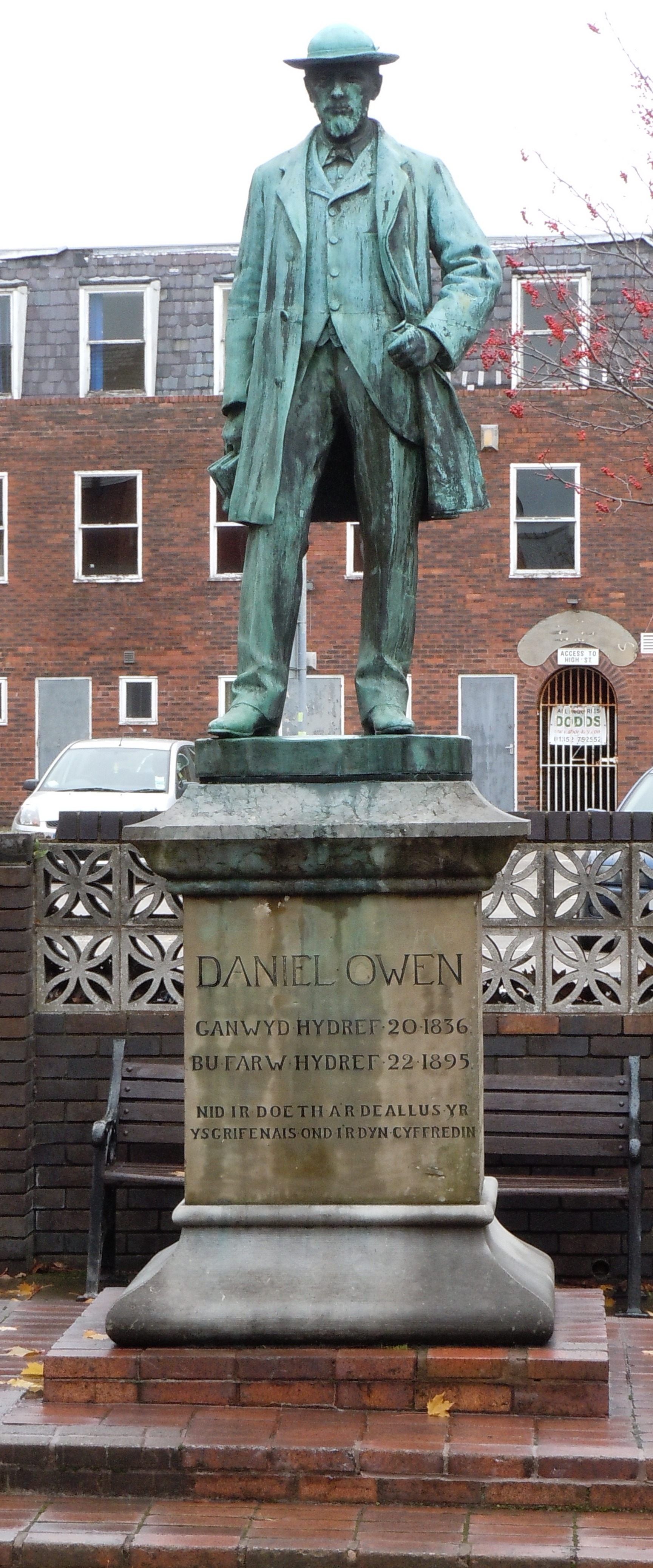
Statua di Daniel Owen, il migliore prosatore in gallese dell'800, a Mold (Flintshire)

Durante il XIX secolo, in gran parte come conseguenza della rivoluzione industriale, arrivò un grande afflusso di gente nelle valli del Galles meridionale. Nonostante molti di loro fossero inglesi, alcuni fecero lo sforzo di imparare la lingua gallese con lo scopo d'integrarsi nelle comunità locali, e ci fu una grande richiesta di letteratura come libri, periodici, giornali, poesia, ballate e sermoni. Alcuni dei contribuenti più facoltosi, come Lady Charlotte Guest, Lady Llanover e altri, furono di attiva assistenza nella tendenza verso una più ricca vita culturale. Grazie in parte agli "Eisteddfodau" scrivere diventò un passatempo popolare, e prosperò ogni tipo di poesia.
Ora i poeti usarono nomi bardici per dissimulare le loro identità durante le competizioni, e continuarono a usarli quando diventarono molto conosciuti. I più celebrati poeti del secolo furono: Evan Evans, John Blackwell, William Thomas e John Hughes; che usarono rispettivamente i nomi bardici di "Ieuan Glan Geirionydd", "Alun", "Islwyn" e "Ceiriog".
In quest'epoca cominciò anche per la lingua gallese la tradizione del romanzo grazie all'opera di Daniel Owen, senz'altro il migliore romanziere del suo secolo e secondo molti il maggiore a tutt'oggi.
Tra i migliori autori di racconti troviamo "Dic Tryfan", pseudonimo di Richard Huw Williams.

### Il XX secolo
Nel tardo XIX secolo e nel primo XX secolo la letteratura gallese cominciò a riflettere il modo in cui la lingua gallese stava sempre più diventando un simbolo politico. Due delle grandi figure nella storia letteraria di questo periodo furono il prolifico John Saunders Lewis e la scrittrice ed editrice Kate Roberts. Saunders Lewis, cresciuto a Liverpool, fu un capo di un movimento nazionalista, e fu incarcerato per avere preso parte ad alcune proteste; scelse il teatro come mezzo per perorare la giustizia della sua causa. La romanziera Kate Roberts lavorava come insegnante, e fu una delle poche scrittrici ad aver vissuto e scritto sia nel Galles del Nord sia del Sud.
L'industrializzazione di alcune parti del Galles stava ora cominciando a esser vista come una benedizione contraddittoria, il vecchio stile di vita agrario che continuava nella maggior parte del paese fu idealizzato da molti scrittori. Però un quadro più realistico delle comunità agrarie della Gwynedd tra le due guerre fu presentato da John Ellis Williams (1924-2008) sia in inglese sia in gallese. Le sue reminiscenze apparvero nei giornali locali, nella rivista Countryman, e in seguito nei libri tascabili in inglese con i titoli di Clouds of Time and other Stories (1989) e Rare Welsh Bits (2000). Spirito libero nella cerchia editoriale gallese, J.E. Williams non fu né un accademico né un politico, ma aveva abbracciato l'esistenzialismo nella Francia del secondo dopoguerra e aveva un'attiva amicizia e corrispondenza con Simone de Beauvoir. Anche gli anni '40 del '900 videro la creazione di un notevole gruppo di scrittori nella Rhondda, chiamato "Circolo Cadwgan". La scrittura fu quasi per intero in lingua gallese. Il movimento, formato da John Gwyn Griffiths e sua moglie, di origine tedesca, Kate Bosse-Griffiths, comprendeva gli scrittori gallesi Pennar Davies, Rhydwen Williams, James Kitchener Davies e Gareth Alban Davies.
Dopo un periodo di relativa stasi tra il 1950 e il 1970, durante il quale primeggiarono Islwyn Ffowc Elis e Caradog Prichard, cominciò ad apparire un gran numero di romanzi in gallese dagli anni '80 in poi, con autori come Aled Islwyn e Angharad Tomos. Negli anni '90 la prosa in gallese ebbe una spiccata tendenza verso il postmodernismo, evidente soprattutto nelle opere di autori come William Owen Roberts, Robin Llywelyn, Mihangel Morgan e il bilingue Ronald Stuart Thomas.
La poesia, che era rimasta stagnante, ritornò in vita quando alcuni poeti cercarono di recuperare la padronanza delle forme metriche tradizionali, per farne in parte una questione politica. Alan Llwyd e Dic Jones furono i principali esponenti di questa tendenza. Poeti come Elerydd contribuirono invece a mantenere viva la tradizione antica dei "Bardi rurali". Poetesse come Menna Elfyn cominciarono gradualmente a far sentire la loro voce, sormontando l'ostacolo di un circolo bardico dominato dagli uomini e dalle sue convenzioni. Il poeta Dylan Thomas scrisse invece in inglese ma la sua arte risente molto del folklore gallese.
L'erudito Sir Ifor Williams introdusse lo studio scientifico della prima letteratura scritta gallese, insieme a quello della lingua gallese; liberando le opere di poeti come Taliesin e Aneirin dalle acritiche fantasie di vari studiosi dell'antico, come il reverendo Edward Davies che credeva che il tema dell'opera Y Gododdin di Aneirin coincidesse con un presunto massacro dei Britanni a Stonehenge nel 472.

### Il XXI secolo
Tra i principali scrittori attivi tra la fine del XX secolo e il XXI abbiamo Tony Bianchi (1952-2017), Gwyneth Lewis, Mererid Hopwood, Siân Melangell Dafydd e Fflur Dafydd (figlia di Menna Elfyn).
Le principali riviste letterarie in gallese sono Barddas (L'arte dei bardi), specializzata in poesia, O'r Pedwar Gwynt (Dai quattro venti) e Y Stamp (Il francobollo).
Le riviste in gallese di carattere generalista, come Y Traethodydd (Il saggista), Y Faner Newydd (La nuova bandiera) e Barn (Opinione), pubblicano in ogni numero alcuni articoli sulla letteratura.
Lo stesso per quanto riguarda le riviste del Galles in inglese, quali Poetry Wales, New Welsh Reader e Planet.

## Opere tradotte in italiano

### Letteratura medievale
- Francesco Benozzo (a cura di), Il Gododdin: Poema eroico antico gallese, collana Biblioteca Medievale vol. 81, Milano, Luni, 2000, ISBN 978-88-7984-266-2
- Francesco Benozzo (a cura di), Poeti della marea. Testi bardici antico-gallesi dal VI al X secolo, Bologna, In forma di parole, 1998
- Gabriella Agrati e Maria Letizia Magini (a cura di), Saghe e leggende celtiche. Vol. primo: I racconti gallesi del Mabinogion. Vol. secondo: La saga irlandese di Cú Chulainn, Milano, Mondadori, 1982
- Isabella Abbiati e Grazia Soldati (a cura di), I Mabinogion, collana Le porte di Venexia, Roma, Venexia, 2011, ISBN 978-88-87944-95-2

### Letteratura moderna

#### Prosa
- Robin Llywelyn, Da porto deserto a bianco oceano, Lecce, Manni, 2001
- William Owen Roberts, La peste, Faenza, Mobydick, 2006
- Caradog Prichard, Una notte di luna piena, Faenza, Mobydick, 2008